# Amphimoea
Amphimoea là một chi bướm đêm thuộc họ Sphingidae.

## Các loài
- Amphimoea walkeri - (Boisduval 1875)

## Hình ảnh

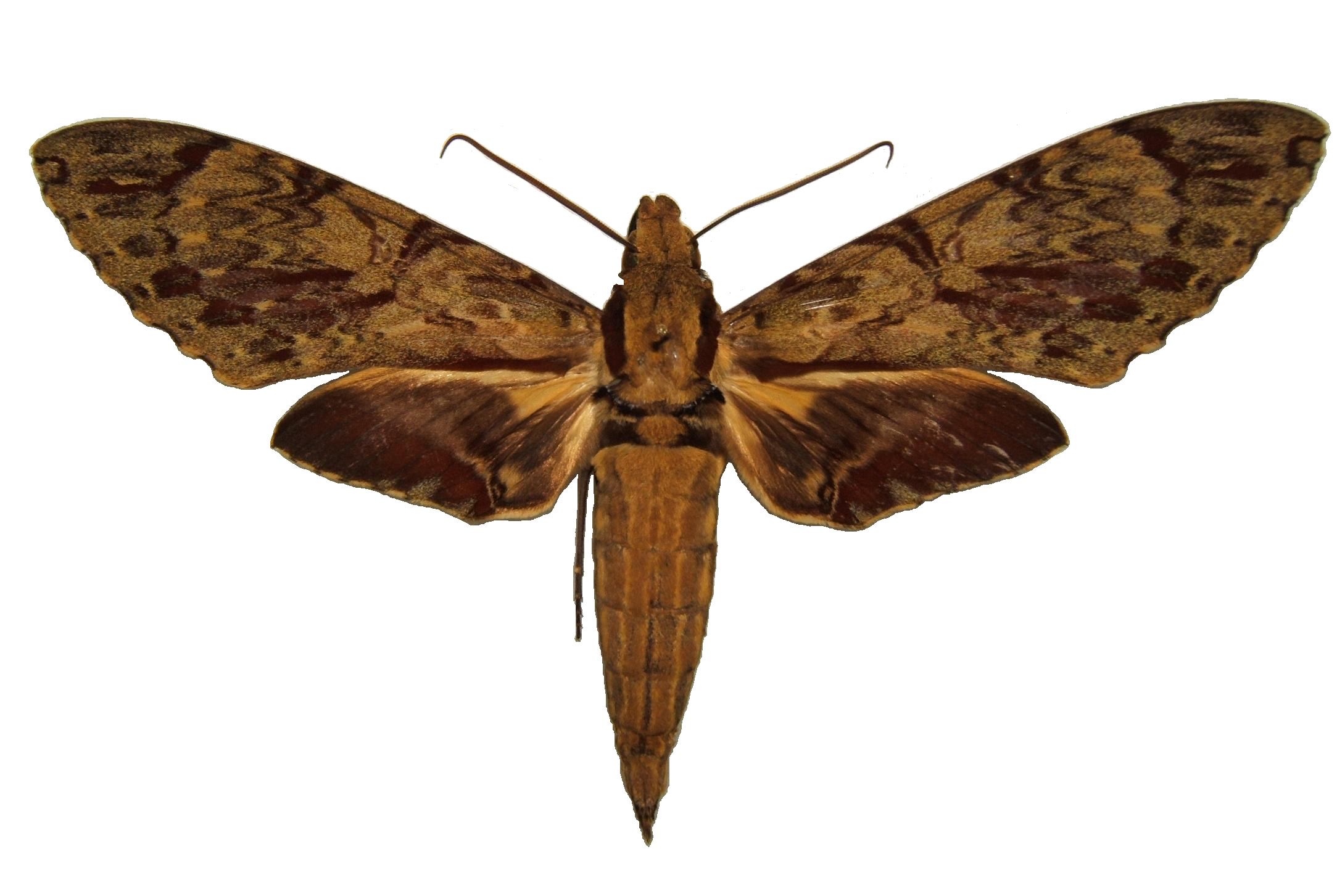